# Confusion
Confusion är en singel från 1983 av New Order. Den var ett steg i bandets stora utveckling under det tidiga 1980-talet. De mörka tonerna från gruppens tid som Joy Division försvann och ersattes med influenser från elektronisk musik och som i detta fall även hiphop och breakdance från USA. De började med denna singel sitt långvariga samarbete med den legendariska hiphop-producenten från USA, Arthur Baker.

## Låtlista
1. Confusion
2. Confusion Beats
3. Confusion Instrumental
4. Confusion Rough Mix

## Listplaceringar
| Lista (1984)                                   | Topplaceringar |
| ---------------------------------------------- | -------------- |
| Australiska ARIA-singellistan                  | 72             |
| Irländska singellistan                         | 7              |
| Nyzeeländska RIANZ-singellistan                | 7              |
| Brittiska singellistan                         | 12             |
| Brittiska indiesingellistan                    | 1              |
| US Billboard Hot Dance Club Play               | 5              |
| US Billboard Hot R&B/Hip-Hop Songs             | 71             |
| Lista (2002, återlansering på Whacked Records) | Topplaceringar |
| Brittiska singellistan                         | 64             |

Den här artikeln är helt eller delvis baserad på material från engelskspråkiga Wikipedia.